# Karavla (film)
Karavla (izvirni naslov Karaula) je vojna drama, ki je izšla leta 2006.
Film je rezultat koprodukcije med producenti vseh držav bivše Jugoslavije, Madžarske, Združenega kraljestva in Avstrije; sofinanciral pa je tudi projekt Eurimages.
Osnovno prizorišče filma je karavla JLA na jugoslovansko-albanski meji v letu 1987, torej nekaj let pred razpadom SFRJ. Poveljnik te karavle je Safet Pašić, zafrustrirani in velikokrat pijani oficir, ki mu gorata pokrajina bogu za hrbtom ni všeč in si želi čimprejšnje premestitve (kot pojasni sam, je vzrok temu nezadovoljstvo z domom, od katerega je z vstopom v vojsko želel pobegniti). Ko mu kasarniški zdravnik Siniša Siniškević nekega dne diagnosticira sifilis, ki je posledica njegove avanture, se Pašić ne upa vrniti domov k ženi, temveč sklene, da bo tri tedne v času zdravljenja bolezni ostal v karavli. Da bi celotno zadevo prikril, se vojakom zlaže, da se Albanija pripravlja na morebiten napad na Jugoslavijo ter ukaže povečano pripravljenost, ob kateri so vsi izhodi vojakov do nadaljnjega prepovedani. Ob tem Siniši naroči, naj skrivaj kaj nese k njemu domov ali pa mu prinese kaj od doma. Tam Siniša spozna Pašićevo ženo, s katero se po več srečanjih spustita v razmerje, za katerega pa razen njiju ne ve nihče. Ona je naveličana moževega vojaškega življenja in si želi oditi s Sinišo, ki prihaja iz Splita.
Medtem dnevi v karavli minevajo v pričakovanju albanskega napada, vojaki pospešeno pripravljajo obrambne položaje, Siniša pa zdravi Pašića in redno hodi k njemu domov. Eden od vojakov, Ljuba Paunović, si na vsak način želi zapustiti vojsko, zato svoje frustracije sprošča na različne načine, s čimer se znajde v Pašićevi nemilosti. Na koncu si domisli ideje, da bi ob obletnici Titove smrti s pohodom v Beograd rad počastil spomin nanj, kar Pašić takoj sporoči svojim nadrejenim. Ko nadrejeni sprejmejo Paunovića, jim ta reče, da v resnici noče iti na pohod in da ga je v to prisilil Pašić, kar pri njih povzroči veliko jezo in odločijo se, da Pašića aretirajo.
V karavlo se napoti skupina vojakov, ki bodo aretirali Pašića, konvoju pa se pridruži tudi Pašićeva žena, ki bi rada videla moža. Vojaki v karavli, ki stražijo na obrambnih položajih, začnejo streljati na konvoj, saj menijo, da gre za napad Albancev. V streljanju je Pašićeva žena smrtno ranjena, Paunović in Pašić pa se začneta pretepati, pri čemer slednji izgubi življenje.
Film se konča s Siniševo vrnitvijo domov iz vojske.